# Пирожков, Сергей Иванович
Сергей Иванович Пирожков (укр. Сергій Іванович Пирожков; род. 20 июня 1948, Киев) — советский и украинский учёный и дипломат. Доктор экономических наук (1991), Профессор (1994), Академик Национальной академии наук Украины (2000). Чрезвычайный и Полномочный Посол Украины в Республике Молдова (2007—2014). Заслуженный деятель науки и техники Украины (2003), лауреат Государственной премии Украины в области науки и техники (2002).
С апреля 2015 года — Вице-президент Национальной академии наук Украины, Глава Секции общественных и гуманитарных наук, Член Президиума НАН Украины.

## Биография
Родился 20 июня 1948 года в Киеве. В 1969 году окончил Киевский институт народного хозяйства. Владеет французским языком.
- В 1970—1973 годах — аспирант, Киевский институт народного хозяйства.
- В 1974—1976 годах — младший научный сотрудник, Институт экономики Академии наук Украины.
- В 1976—1990 годах — учёный секретарь Отделения экономики Академии наук Украины, заместитель начальника научно-организационного отдела, Президиум Академии наук Украины.
- В 1990—1991 годах — заведующий отделом, Институт экономики Академии наук Украины.
- В 1991—1997 годах — директор-организатор, директор Национального института стратегических исследований при Президенте Украины.
- В 1997—2001 годах — директор Национального института украинско-российских отношений.
- С 23 октября 2001[4] по 19 октября 2005[5] года — заместитель Секретаря Совета национальной безопасности и обороны Украины — директор Национального института проблем международной безопасности.
- С 19 октября 2005[6] по 17 марта 2007[7] года — заместитель Секретаря Совета национальной безопасности и обороны Украины по вопросам безопасности во внешнеполитической сфере — директора Национального института проблем международной безопасности.
- С 3 марта 2007[8] по 29 октября 2014 года[9] — Чрезвычайный и Полномочный Посол Украины в Республике Молдова.

## Награды
- Награждён орденом «За заслуги» ІІІ степени (1998).
- Лауреат Государственной премии в области науки и техники (2002).
- Заслуженный деятель науки и техники Украины (2003).
- Награждён орденом «За заслуги» II степени (2008).
- Орден Почёта (19 июня 2008 года, Молдавия) — в знак глубокой признательности за особый вклад в развитие и углубление молдо-украинских отношений дружбы и сотрудничества[10].
- Юбилейная медаль «25 лет независимости Украины» (2016)[11].